# Bajmócska
Bajmócska (szlovákul Bojničky) község Szlovákiában, a Nagyszombati kerületben, a Galgóci járásban.

## Fekvése
Galgóctól 5 km-re, délre fekszik.

## Története
1113-ban a zobori apátság birtokösszeírásában említik először. Lakói mezőgazdasággal foglalkoztak.
Vályi András szerint: „BAJMOTSKA. Bojnitska. Tót falu Nyitra Vármegyében, birtokos Ura Gróf Erdödy Uraság, lakosai katolikusok, fekszik Udvarnoknak szomszédságában, mellynek filiája, Vág víze mellet, malmairól, mellyeknek víze soha bé nem fagy nevezetes. Határja középszerű, termésbéli tulajdonságaira nézve hasonló Csornok falujáéhoz, második Osztálybéli.”
Fényes Elek szerint: „Bajmócska, tót falu, Nyitra vgyében, ut. p. Galgóczhoz 1/2 órányira, közel a Vágh vizéhez. Lakja 480 kath., 3 evang., 11 zsidó. Bor- és dohány-termesztés; erdő. F. u. gr. Erdődy Józsefné.”
Nyitra vármegye monográfiája szerint: „Bajmócska, a Jácz völgyében fekvő tót község, 769. r. kath. vallásu lakossal. Postája Udvarnok, távirója és vasúti állomása Galgócz. Kath. temploma 1830-ban épült. A községben téglagyár is van. Lakosai a kosárfonást háziiparszerüleg űzik. Földesurai az Erdődyek voltak. Ősrégi község, mely a XII. században mint bajmóczi várbirtok szerepel.”
A trianoni békeszerződésig Nyitra vármegye Galgóci járásához tartozott.

## Népessége
| Év:            | 1994. | 2004.   | 2014.   | 2024.   |
| -------------- | ----- | ------- | ------- | ------- |
| Emberek száma: | 1202  | 1291    | 1369    | 1421    |
| Eltérés:       |       | +7,40 % | +6,04 % | +3,79 % |

| Év:            | 2023. | 2024.   |
| -------------- | ----- | ------- |
| Emberek száma: | 1431  | 1421    |
| Eltérés:       |       | -0,69 % |

1910-ben 892, túlnyomórészt szlovák lakosa volt.
2001-ben 1184 lakosából 1167 szlovák volt.
2011-ben 1341 lakosából 1318 szlovák.

## Nevezetességei
- Szent Erzsébet tiszteletére szentelt, római katolikus temploma 1828-ban épült klasszicista stílusban. Később, 2000-ben modern templomot építettek Szent Cirill és Metód tiszteletére.